# Santa María Magdalena Cahuacán
Santa María Magdalena Cahuacán es un pueblo del municipio de Nicolás Romero, en el estado de México. Toma su nombre del antiguo señorío prehispánico consignado en las fuentes coloniales como “Quahuacan, Cahuacan, Cuahuacan, Cauacan”, entre otras variantes. Salvo en citas textuales se ha actualizado a “Cahuacán”. De acuerdo con el texto de cada artículo se aclara si se hace alusión al actual pueblo municipal, a la región conocida con tal nombre, a la provincia tributaría, al señorío prehispánico o al pueblo colonial.

## Toponimia

### Cuahuacan. - Cua-hua-can. - Quahuacan

Lugar de Árboles y Águilas.

Diptongo jeroglífico en el libro original de los tributos que existe en el Museo Nacional, esta figura se compone del signo árbol, cuahuitl, o quauitl, a un lado de la cabeza de un águila, ambos colocados sobre la terminación can, que es sinónimo. De tepec.
El signo cuahuitl sobre la terminación can, da Cua-hua-can, "lugar que tiene madera;" el signo cuauhitl o quauhtli, águila, por sí misma dice Cuauhtlan, como en la fig. 3 de la lám. 26., M.D.T. El tlacuilo tradujo para la palabra descrita en la primera parte de Códice de Mendoza, Cuaguacan, y el Sr. Orozco y Berra enmendó Cuacuauhcan.

## Historia

### Época Prehispánica
La presencia humana en la región de Cahuacán se remonta a más de dos mil años. Poco antes de la conquista española de México y el valle de Toluca se encontraban agrupadas en la Provincia de Cahuacán, y esta Provincia a su vez, se encontraba rodeada de otras que, en su conjunto , formaban el imperio comandado por la alianza entre Tenochtitlán, Texcoco y Tacuba.
La extensión del imperio abarcaba de costa a costa e incluía los territorios de los actuales estados de Guerrero, Oaxaca, México, Veracruz, Puebla, Hidalgo, Morelos, Querétaro y San Luis Potosí.
La Triple Alianza, o Excan Tlatoloyan, se formó en 1428, cuando Nezahualcóyotl de Texcoco e Izcóatl de Tenochtitlán, aliados con Tacuba. Triunfaron en la guerra contra los tepanecas de Maxtla, que antes gobernaba extensos territorios desde Atzcapotzalco.
En esos tiempos, Cahuacán era parte del dominio tepaneca, y no fue fácil para la Triple Alianza dominar a los pobladores de esta sierra. En diversas ocasiones se registraron batallas y rebeliones a lo largo de 60 años Hacia 1427, cuando apenas se estaba formando la Triple Alianza, hubo incursiones militares a Cuahuacan, bajo el reinado de Izcóatl, gobernante mexica. En 1469, durante el reinado de Axayácatl, volvieron a entrar los guerreros mexicas a Cuahuacan. En 1486, durante el reinado de Ahuizotl, otra vez se registraron incursiones militares.
Al parecer, la incursión de Ahuizotl fue la que logró el control de la sierra. Fray Diego Durán dice que la provincia fue conquistada porque Cahuacán “estaba algo rebelde y alzado, y obedecía y servía a los mexicanos de muy mala gana”.

### Códice Mendocino

Códice Mendoza.

La lámina correspondiente a los pueblos tributarios, hoy del estado de México, y que coinciden con la lámina 32r. Del códice Mendocino. 
Encabeza la lista de aquellos pueblos Cuahuacan y le sigue Tecpan, Chapolmoloyan, Tlalatlauhco, Acaxóchic, Ocotépec, Cuauhpanoayan, Tlallachco, Chichicuahtla, y Huitzitzilapan.
Bajo los topónimos, una glosa en español refiere que: “Estos de la orla son los pueblos tributarios” Al pie de los tejidos, una glosa señalada en náhuatl su periodicidad: Inin nappohualtica in quicalaquiaya Cuahuacan, es decir: “Esto es lo que cada ochenta días entregaba Cuahuacan”. Y en español: “Esto es lo que cada ochenta días entraban los de Quahuacan”. 
La primera pintura esta semidestruida, pero es igual a la siguiente. La inscripción en náhuatl dice: Ontzontli nacazminqui, es decir: 800 mantas de tejido bicolor a losange. Posiblemente había una nota en español, pero desapareció.
Sigue: Ontzontli ichtilmatli, es decir, 800 mantas de henequén. En español se asentó solamente: “Mantas 800”.
Los tres tipos de vestiduras, con sus respectivas rodelas, llevan señalados en dos de ellas el numeral 20 (cempantli) como cantidad a pagar. En español se inscribió entre ellas:
“Adornos o vestidos”.

Códice Mendoza.

En la siguiente línea, a la izquierda, aparecen tres cargas de leña dispuestas ya en su cacaxtli o instrumento para cargar. Su glosa en náhuati es la siguiente: Yetzontecpantli cudhuitl in tiatiloni, o sea: “Mil doscientas cargas (24.000 unidades) de maderos para quemar”. Y en español: “1.200 tercios de leña para quemar”.
Arriba, dos cuezcomates contienen frijol, maíz y chía o huauhtli.
A la derecha, el tributo de tres tipos de madera semilabrada:
Yetzontecpantli huepantli, igual a 1.200 cargas de vigas grandes desbastadas. Arriba, la glosa en español dice solamente: “Vigas labradas”.
Yetzontli xopétlatl, que se traduce por 1.200 tablones para pisos. Y arriba, en español: “Planchas de madera”.
Yetzontli cuauhmimilli, o 1.200 pilares de madera. Y abajo, en español: “Morillos”.

### Época Posrevolucionaria
Tras una lucha histórica por la restitución de sus tierras, en 1919 una resolución presidencial firmada por el general Venustiano Carranza dota al pueblo de Cahuacán de 740 hectáreas y se crea el 24 de septiembre de ese año el primer ejido posrevolucionario, el de Santa María Magdalena Cahuacán o Emiliano Zapata.

## Flora y fauna

Área forestal en Cahuacán.

Los árboles más comunes son: encino, oyamel, pino, aile, madroño, trueno, pirul, eucalipto, entre otros. 
En temporada de lluvia hay hongos silvestres como: queximones, semas, patitas de pájaro, entre otros. Las plantas más conocidas en las que se incluyen plantas medicinales son: ruda, la verbena, árnica, tabaquillo, gordolobo, ajenjo, hierbabuena, manzanilla, epazote, sábila, etc. 

Hongos silvestres (queximones)

En la fauna de Cahuacán se cuenta con 9 especies de mamíferos y 26 de reptiles. Respecto a las aves rapaces y canoras se han observado varias especies que han desaparecido del territorio, tal es el caso del venado cola blanca o del gato montés así como del halcón y del zopilote, algunos de los animales que podemos encontrar son: conejo, ardilla, tejón, tlacuache, armadillo, cacomiztle, coyote, gallina cimarrona, codorniz, azulejos, pájaro carpintero, faisanes, gorrión, golondrinas, tuza, hurón,  y algunas variedades de serpiente como la de cascabel. 
Desafortunadamente las causas que han originado la desaparición de algunas especies han sido provocadas por el hombre debido al avance de los asentamientos humanos sobre el bosque así como de la cacería y la deforestación.

## Recursos naturales

Zonas forestales de Santa María Magdalena Cahuacán.

La vocación del suelo es agrícola y forestal, sin embargo, se localizan algunas minas de arena, grava y piedra.

## Barrios
El pueblo de Santa María Magdalena cuenta con los siguientes barrios:
- 1º
- 2º
- 3º
- 4º
- 5º
- Las espinas
- Puentecillas
- Barbechos
- Miranda

### Parajes
El sapo, Agua de las gallinas, Los tornillos, Tinajas, Tres piedras, Llanito redondo, Cieneguillas, Buenavista,  Los malacates, El fraile, La canoa, La vía, Rancho viejo, La cima, El mirador, Máquina vieja, El carpintero, Rancho quemado, La Puerta, Ojo de Agua, entre otros.

## Parroquia y Capillas

Parroquia de Santa María Magdalena.

- Parroquia de Santa María Magdalena.
  - Capilla de San Isidro labrador
  - Capilla de La cruz de la mesana
  - Capilla de Nuestra Señora de Fátima
  - Capilla de Nuestra Señora de Guadalupe
  - Capilla de San judas Tadeo
  - Capilla de Sagrado corazón de Jesús
  - Capilla de San José
  - Capilla de Nuestra Señora de Guadalupe
  - Parroquia de Cristo Rey del Univers

## Festividades
- La principal festividad en Cahuacán es el 22 de julio en honor a Santa María Magdalena.
  - 19 de marzo: San José
  - 1 de julio: dotación del primer ejido del Municipio en el pueblo de Santa María Magdalena Cahuacán en 1919
  - 12 de diciembre: Capilla de Nuestra Señora de Guadalupe
  - 13 de mayo: Nuestra Señora de Fátima
  - 2 y 3 de noviembre: Día de Muertos
  - 20 de noviembre: principal festividad Cristo rey

Es una región de un clima frío, su economía se basa en que muchas familias dependen del trabajo de camioneros, al comercio, agricultura y ganadería.
Cuenta con escuela primaria en dos turnos, secundaria Manuel Esquivel Duran y una preparatoria estatal la 250.
Están las oficinas ejidales y de agua potable del pueblo de cahuacan.
Se encuentra el DIF. Y un centro de salud
Hay también base del transporte público valle de México y autobuses rápidos ANASA Y LOS LLAMADOS AGACHADOS.